# Aberdeen FC en competiciones de la UEFA
El Aberdeen Football Club es uno de los equipos de fútbol de Escocia con más participaciones en los torneos organizados por la UEFA participando por primera vez en la Recopa de Europa en el año 1967/68.
Es uno de los tres equipos de Escocia que han ganado un torneo continental, cuando ganaron la Recopa Europea en el año 1982/83 al vencer al Real Madrid siendo dirigidos por el exentrenador Alex Ferguson, y también ganaron la Supercopa de Europa en 1983 al vencer al Hamburgo alemán.

## Participaciones

### Partidos
| Temporada | Torneo                  | Ronda             | Club                     | Ida  | Vuelta | Global   |  |
| --------- | ----------------------- | ----------------- | ------------------------ | ---- | ------ | -------- |  |
| 1967–68   | Recopa de Europa        | 1                 | KR Reykjavík             | 10–0 | 4–1    | 14–1     |  |
| 1967–68   | Recopa de Europa        | 2                 | Standard Lieja           | 0–3  | 2–0    | 2–3      |  |
| 1968–69   | Copa de Ferias          | 1                 | Slavia Sofia             | 0–0  | 2–0    | 2–0      |  |
| 1968–69   | Copa de Ferias          | 2                 | Real Zaragoza            | 2–1  | 0–3    | 2–4      |  |
| 1970–71   | Recopa de Europa        | 1                 | Budapest Honvéd          | 3–1  | 1–3    | 4–4      |  |
| 1971–72   | Copa de la UEFA         | 1                 | Celta de Vigo            | 2–0  | 1–0    | 3–0      |  |
| 1971–72   | Copa de la UEFA         | 2                 | Juventus                 | 0–2  | 1–1    | 1–3      |  |
| 1972–73   | Copa de la UEFA         | 1                 | Borussia Mönchengladbach | 2–3  | 3–6    | 5–9      |  |
| 1973–74   | Copa de la UEFA         | 1                 | Finn Harps               | 4–1  | 3–1    | 7–2      |  |
| 1973–74   | Copa de la UEFA         | 2                 | Tottenham Hotspur        | 1–1  | 1–4    | 2–5      |  |
| 1977–78   | Copa de la UEFA         | 1                 | Molenbeek                | 0–0  | 1–2    | 1–2      |  |
| 1978–79   | Recopa de Europa        | 1                 | Marek Dimitrov           | 2–3  | 3–0    | 5–3      |  |
| 1978–79   | Recopa de Europa        | 2                 | Fortuna Düsseldorf       | 0–3  | 2–0    | 2–3      |  |
| 1979–80   | Copa de la UEFA         | 1                 | Eintracht Frankfurt      | 1–1  | 0–1    | 1–2      |  |
| 1980–81   | Copa de Europa          | 1                 | Austria Viena            | 1–0  | 0–0    | 1–0      |  |
| 1980–81   | Copa de Europa          | 2                 | Liverpool                | 0–1  | 0–4    | 0–5      |  |
| 1981–82   | Copa de la UEFA         | 1                 | Ipswich Town             | 1–1  | 3–1    | 4–2      |  |
| 1981–82   | Copa de la UEFA         | 2                 | Arges Pitesti            | 3–0  | 2–2    | 5–2      |  |
| 1981–82   | Copa de la UEFA         | 3                 | Hamburgo                 | 3–2  | 1–3    | 4–5      |  |
| 1982–83   | Recopa de Europa        | Preliminar        | Sion                     | 7–0  | 4–1    | 11–1     |  |
| 1982–83   | Recopa de Europa        | 1                 | Dinamo Tirana            | 1–0  | 0–0    | 1–0      |  |
| 1982–83   | Recopa de Europa        | 2                 | Lech Poznań              | 2–0  | 1–0    | 3–0      |  |
| 1982–83   | Recopa de Europa        | Cuartos de final  | Bayern Múnich            | 0–0  | 3–2    | 3–2      |  |
| 1982–83   | Recopa de Europa        | Semifinales       | Waterschei               | 5–1  | 0–1    | 5–2      |  |
| 1982–83   | Recopa de Europa        | Campeón           | Real Madrid              | 2–1  | 2–1    | 2–1      |  |
| 1983      | Supercopa de Europa     | Campeón           | Hamburgo                 | 0–0  | 2–0    | 2–0      |  |
| 1983–84   | Recopa de Europa        | 1                 | IA Akranes               | 2–1  | 1–1    | 3–2      |  |
| 1983–84   | Recopa de Europa        | 2                 | Beveren                  | 0–0  | 4–1    | 4–1      |  |
| 1983–84   | Recopa de Europa        | Cuartos de final  | Újpest                   | 0–2  | 3–0    | 3–2      |  |
| 1983–84   | Recopa de Europa        | Semifinales       | Porto                    | 0–1  | 0–1    | 0–2      |  |
| 1984–85   | Copa de Europa          | 1                 | Dynamo de Berlín         | 2–1  | 1–2    | 3–3      |  |
| 1985–86   | Copa de Europa          | 1                 | IA Akranes               | 3–1  | 4–1    | 7–2      |  |
| 1985–86   | Copa de Europa          | 2                 | Servette                 | 0–0  | 1–0    | 1–0      |  |
| 1985–86   | Copa de Europa          | Cuartos de final  | IFK Göteborg             | 2–2  | 0–0    | 2–2 (v.) |  |
| 1986–87   | Recopa de Europa        | 1                 | Sion                     | 2–1  | 0–3    | 2–4      |  |
| 1987–88   | Copa de la UEFA         | 1                 | Bohemian                 | 0–0  | 1–0    | 1–0      |  |
| 1987–88   | Copa de la UEFA         | 2                 | Feyenoord Rotterdam      | 2–1  | 0–1    | 2–2      |  |
| 1988–89   | Copa de la UEFA         | 1                 | Dinamo Dresde            | 0–0  | 0–2    | 0–2      |  |
| 1989–90   | Copa de la UEFA         | 1                 | Rapid Viena              | 2–1  | 0–1    | 2–2 (v.) |  |
| 1990–91   | Recopa de Europa        | 1                 | Nea Salamina             | 2–0  | 3–0    | 5–0      |  |
| 1990–91   | Recopa de Europa        | 2                 | Legia Warszawa           | 0–0  | 0–1    | 0–1      |  |
| 1991–92   | Copa de la UEFA         | 1                 | B 1903                   | 0–1  | 0–2    | 0–3      |  |
| 1993–94   | Recopa de Europa        | 1                 | Knattspyrnufélagið Valur | 3–0  | 4–0    | 7–0      |  |
| 1993–94   | Recopa de Europa        | 2                 | Torino                   | 2–3  | 1–2    | 3–5      |  |
| 1994–95   | Copa de la UEFA         | Clasificatoria    | Skonto                   | 0–0  | 1–1    | 1–1 (v.) |  |
| 1996–97   | Copa de la UEFA         | Clasificatoria    | Žalgiris                 | 4–1  | 1–3    | 5–4      |  |
| 1996–97   | Copa de la UEFA         | 1                 | Barry Town               | 3–1  | 3–3    | 6–4      |  |
| 1996–97   | Copa de la UEFA         | 2                 | Brøndby                  | 0–2  | 0–0    | 0–2      |  |
| 2000–01   | Copa de la UEFA         | Clasificatoria    | Bohemian                 | 1–2  | 1–0    | 2–2      |  |
| 2002–03   | Copa de la UEFA         | Clasificatoria    | Nistru Otaci             | 1–0  | 0–0    | 1–0      |  |
| 2002–03   | Copa de la UEFA         | 1                 | Hertha Berlín            | 0–0  | 0–1    | 0–1      |  |
| 2007–08   | Copa de la UEFA         | 1                 | Dnipro Dnipropetrovsk    | 0–0  | 1–1    | (v.) 1–1 |  |
| 2007–08   | Copa de la UEFA         | Grupo B           | Panathinaikos            | 0–3  | 0–3    | 3º lugar |  |
| 2007–08   | Copa de la UEFA         | Grupo B           | Lokomotiv Moscú          | 1–1  | 1–1    | 3º lugar |  |
| 2007–08   | Copa de la UEFA         | Grupo B           | Atlético de Madrid       | 0–2  | 0–2    | 3º lugar |  |
| 2007–08   | Copa de la UEFA         | Grupo B           | Copenhague               | 4–0  | 4–0    | 3º lugar |  |
| 2007–08   | Copa de la UEFA         | 3                 | Bayern Múnich            | 2–2  | 1–5    | 3–7      |  |
| 2009–10   | Liga Europea            | 3ª Clasificatoria | Sigma Olomouc            | 1–5  | 0–3    | 1–8      |  |
| 2014–15   | Liga Europea            | 1ª Clasificatoria | Daugava Rīga             | 5–0  | 3–0    | 8–0      |  |
| 2014–15   | Liga Europea            | 2ª Clasificatoria | Groningen                | 0–0  | 2–1    | 2–1      |  |
| 2014–15   | Liga Europea            | 3ª Clasificatoria | Real Sociedad            | 0–2  | 2–3    | 2–5      |  |
| 2015–16   | Liga Europea            | 1ª Clasificatoria | Shkëndija                | 1–1  | 0–0    | (v.) 1–1 |  |
| 2015–16   | Liga Europea            | 2ª Clasificatoria | Rijeka                   | 3–0  | 2–2    | 5–2      |  |
| 2015–16   | Liga Europea            | 3ª Clasificatoria | Kairat                   | 1–2  | 1–1    | 2–3      |  |
| 2016–17   | Liga Europea            | 1ª Clasificatoria | Fola Esch                | 3–1  | 0–1    | 3–2      |  |
| 2016–17   | Liga Europea            | 2ª Clasificatoria | Ventspils                | 3–0  | 1–0    | 4–0      |  |
| 2016–17   | Liga Europea            | 3ª Clasificatoria | Maribor                  | 1–1  | 0–1    | 1–2      |  |
| 2017–18   | Liga Europea            | 2ª Clasificatoria | Široki Brijeg            | 1–1  | 2–0    | 3–1      |  |
| 2017–18   | Liga Europea            | 3ª Clasificatoria | Apollon Limassol         | 2–1  | 0–2    | 2–3      |  |
| 2018–19   | Liga Europea            | 2ª Clasificatoria | Burnley                  | 1–1  | 1–3    | 2–4      |  |
| 2019–20   | Liga Europea            | 1ª Clasificatoria | RoPS                     | 2–1  | 1–1    | 3–2      |  |
| 2019–20   | Liga Europea            | 2ª Clasificatoria | Chikhura Sachkhere       | 5–0  | 1–1    | 6–1      |  |
| 2019–20   | Liga Europea            | 3ª Clasificatoria | Rijeka                   | 0–2  | 0–2    | 0–4      |  |
| 2020–21   | Liga Europea            | 1ª Clasificatoria | NSÍ                      | 6–0  | 6–0    | 6–0      |  |
| 2020–21   | Liga Europea            | 2ª Clasificatoria | Viking                   | 2–0  | 2–0    | 2–0      |  |
| 2020–21   | Liga Europea            | 3ª Clasificatoria | Sporting de Portugal     | 0–1  | 0–1    | 0–1      |  |
| 2021–22   | Liga Europa Conferencia | 2ª Clasificatoria | Häcken                   | 5–1  | 0–2    | 5–3      |  |
| 2021–22   | Liga Europa Conferencia | 3ª Clasificatoria | Breiðablik               | 2–1  | 3–2    | 5–3      |  |
| 2021–22   | Liga Europa Conferencia | Play-off          | Qarabağ                  | 1–3  | 0–1    | 1–4      |  |
| 2023-24   | Liga Europea            | Play-off          | Häcken                   | 1-3  | 2-2    | 3-5      |  |
| 2023-24   | Liga Europa Conferencia | Grupo G           | Eintracht Frankfurt      | 2-0  | 1-2    | 3º Lugar |  |
| 2023-24   | Liga Europa Conferencia | Grupo G           | HJK                      | 1-1  | 2-2    | 3º Lugar |  |
| 2023-24   | Liga Europa Conferencia | Grupo G           | PAOK                     | 2-3  | 2-2    | 3º Lugar |  |

### Historial por países
| País                          | J  | G | E | P | GF | GC |
| ----------------------------- | -- | - | - | - | -- | -- |
| Albania                       | 2  | 1 | 1 | 0 | 1  | 0  |
| Austria                       | 4  | 2 | 1 | 1 | 3  | 2  |
| Bélgica                       | 8  | 3 | 2 | 3 | 12 | 8  |
| Bosnia y Herzegovina          | 2  | 1 | 1 | 0 | 3  | 1  |
| Bulgaria                      | 4  | 2 | 1 | 1 | 7  | 3  |
| Croacia                       | 2  | 1 | 1 | 0 | 5  | 2  |
| Chipre                        | 4  | 3 | 0 | 1 | 7  | 3  |
| República Checa               | 2  | 0 | 0 | 2 | 1  | 8  |
| Dinamarca                     | 5  | 1 | 1 | 3 | 4  | 5  |
| Eslovenia                     | 2  | 0 | 1 | 1 | 1  | 2  |
| República Democrática Alemana | 4  | 1 | 1 | 2 | 3  | 5  |
| Inglaterra                    | 8  | 1 | 3 | 4 | 8  | 16 |
| Grecia                        | 1  | 0 | 0 | 1 | 0  | 3  |
| Alemania Occidental           | 16 | 4 | 5 | 7 | 20 | 29 |
| Hungría                       | 4  | 2 | 0 | 2 | 7  | 6  |
| Islandia                      | 8  | 7 | 1 | 0 | 31 | 5  |
| Irlanda                       | 6  | 4 | 1 | 1 | 10 | 4  |
| Italia                        | 4  | 0 | 1 | 3 | 4  | 8  |
| Kazajistán                    | 2  | 0 | 1 | 1 | 2  | 3  |
| Letonia                       | 6  | 4 | 2 | 0 | 13 | 1  |
| Lituania                      | 2  | 1 | 0 | 1 | 5  | 4  |
| Luxemburgo                    | 2  | 1 | 0 | 1 | 3  | 2  |
| Moldavia                      | 2  | 1 | 1 | 0 | 1  | 0  |
| Países Bajos                  | 4  | 2 | 1 | 1 | 4  | 3  |
| Polonia                       | 4  | 2 | 1 | 1 | 3  | 1  |
| Portugal                      | 2  | 0 | 0 | 2 | 0  | 2  |
| Macedonia del Norte           | 2  | 0 | 2 | 0 | 1  | 1  |
| Rumania                       | 2  | 1 | 1 | 0 | 5  | 2  |
| Rusia                         | 1  | 0 | 1 | 0 | 1  | 1  |
| España                        | 8  | 4 | 0 | 4 | 9  | 12 |
| Suecia                        | 2  | 0 | 2 | 0 | 2  | 2  |
| Suiza                         | 6  | 4 | 1 | 1 | 14 | 5  |
| Ucrania                       | 2  | 0 | 2 | 0 | 1  | 1  |
| Gales                         | 2  | 1 | 1 | 0 | 6  | 4  |

### Por competición
Nota: En negrita competiciones activas.
| Competición                         | Temp. | PJ  | PG | PE | PP | GF  | GC  | Dif. | Puntos | Títulos   |
| ----------------------------------- | ----- | --- | -- | -- | -- | --- | --- | ---- | ------ | --------- |
| Liga de Campeones de la UEFA        | 3     | 12  | 5  | 4  | 3  | 14  | 12  | +2   | 19     | –         |
| Liga Europa de la UEFA              | 23    | 87  | 29 | 27 | 31 | 116 | 109 | +7   | 114    | –         |
| Supercopa de Europa                 | 1     | 2   | 1  | 1  | 0  | 2   | 0   | +2   | 4      | Campeón   |
| Liga Europa Conferencia de la UEFA  | 1     | 6   | 3  | 0  | 3  | 11  | 10  | +1   | 9      | –         |
| Recopa de Europa de la UEFA         | 8     | 39  | 22 | 5  | 12 | 79  | 37  | +42  | 71     | Campeón   |
| Total                               | 32    | 146 | 60 | 37 | 49 | 222 | 168 | +54  | 217    | 2 títulos |
| Actualizado a la Temporada 2021-22. |       |     |    |    |    |     |     |      |        |           |